# Porúří

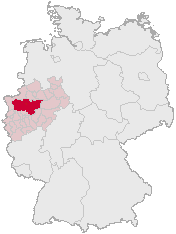
Poloha Porúří v rámci Německa

Porúří (německy Ruhrgebiet) je hustě obydlená oblast v Severním Porýní-Vestfálsku, skládající se z velkého počtu původně průmyslových měst. Oblast je ohraničena přibližně řekami Rúr na jihu, Rýn na západě a Lippe na severu. Jedná se o konurbaci. V regionu žije přibližně 5,3 mil. obyvatel a je to jádrová oblast Rýnsko-Rúrské konurbace, ve které žije více než 12 mil. obyvatel.
Směrem od západu na východ region zahrnuje města Duisburg, Oberhausen, Bottrop, Mülheim an der Ruhr, Essen, Gelsenkirchen, Bochum, Herne, Hamm, Hagen a Dortmund, a krom toho i několik více „zemědělských“ okresů Wesel, Recklinghausen, Unna a Ennepe-Rúr. Tyto okresy dohromady srostly v rozsáhlý komplex průmyslově využité krajiny, obývané 5,3 miliony obyvatel, což z ní činí pátou největší metropolitní oblastí v Evropě po Moskvě, Velkém Londýnu, Velkém Madridu a Paříži.
Od ledna 2012 zde byla vyhlášena první regionální nízkoemisní zóna, která zahrnuje území 14 měst mezi Dortmundem a Duisburgem o ploše kolem 850 km².

## Historie
Jednotlivá města v regionu začala významně růst během průmyslové revoluce, přičemž jejich ekonomika byla založena na těžbě uhlí a hutnictví. Poté, co začala poptávka po uhlí po roce 1960 pomalu klesat, začal region procházet strukturálními změnami a větší průmyslovou diverzifikací, založenou na přesunu od těžkého průmyslu na hi-tech obory a služby.

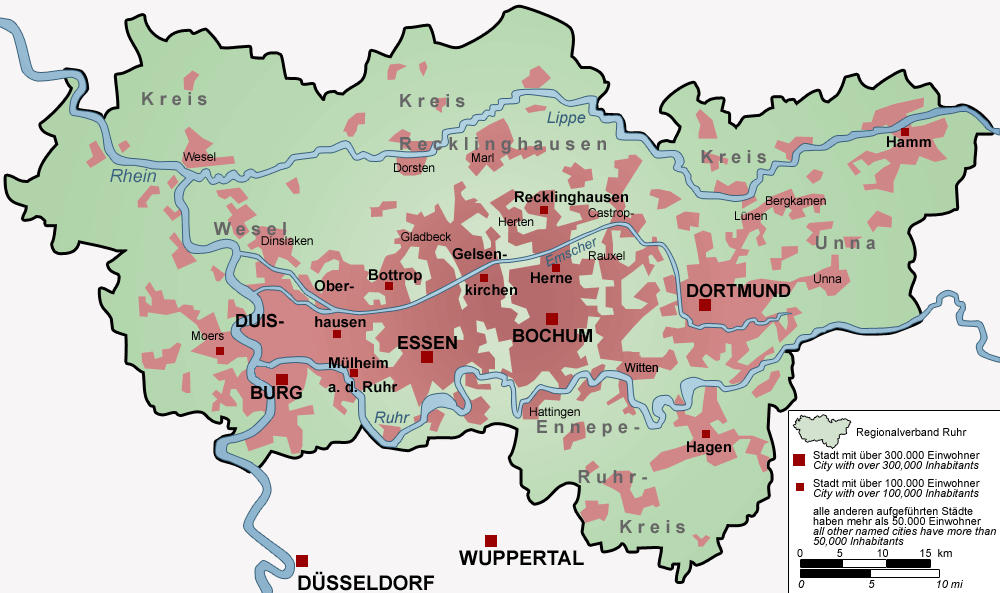
Mapa Porúří

## Porúří v literatuře
Prostředí báňských společností a nekontrolovaný kapitalismus, který ignoroval životní podmínky dělníků v Porúří, byly častým námětem kritických románů německého spisovatele Maxe von der Grüna.